# Краев, Максим Павлович
Максим Павлович Краев (род. 21 сентября 1979, Свердловск) — российский хоккеист, нападающий.

## Биография
Воспитанник екатеринбургского хоккея. В сезоне 1995/96 играл в открытом чемпионате России за СКА-«Автомобилист»-2. В сезонах 1996/97 — 2000/02 выстуапл за «Спартак» / «Динамо-Энергию» Екатеринбург, в сезоне 2000/01 провёл два матча за омский «Авангард». С сезона 2002/03 — игрок нижнекамского «Нефтехимика», сыграл 13 матчей в КХЛ. Выступал в высшей лиге за клубы «Югра» (2008/09, 2009/10) и «Газовик» (2009/10). В сезонах 2016/17 — 2017/18 играл за клуб Хоккейной лиги ОАЭ «Дубай Уайт Бэрс» Дейра, чемпион сезона 2016/17.
Участник юниорского чемпионата Европы 1997 года. Выступал за сборную России на Кубке Карьяла 2003.